# ニューヨーク 眺めのいい部屋売ります
『ニューヨーク 眺めのいい部屋売ります』（ニューヨーク ながめのいいへやうります、5 Flights Up）は、2014年のアメリカ合衆国のコメディ映画。原作はジル・シメントの2009年の小説『眺めのいい部屋売ります』。

## 概要
ニューヨーク市ブルックリン区ウイリアムズバーグを舞台に、夫婦と愛犬が直面した危機と彼らの絆をモーガン・フリーマン＆ダイアン・キートンのW主演で描く、スリリングでチャーミングなハートフル・コメディ。
2014年9月5日に、トロント国際映画祭でプレミア上映(題名:Ruth & Alex)された。 

## あらすじ
長年ずっと連れ添ってきたカーヴァー夫妻は、40年住み慣れた5階にある眺めの良い部屋を「エレベーターがない」という理由で売却しようと試みる。
昔は下町だったイースト・ヴィレッジも今ではおしゃれなエリアとなり、二人の部屋にもちょっとした値がつくようになっていた。
内覧会を開催することになるが、その前日、年老いた愛犬が急病を発症、成功確率６割の手術を受けることに。
さらに近所でテロ騒動が勃発。
ふたりの若かりし頃を挿入しながら不動産交渉と共に物語は展開していく。

## 出演
- アレックス・カーヴァー：モーガン・フリーマン
- ルース・カーヴァー：ダイアン・キートン
- リリー・ポートマン：シンシア・ニクソン
- ミリアム・カーズウェル：キャリー・プレストン
- 若き日のルース：クレア・ヴァン・ダー・ブーム（英語版）
- 若き日のアレックス：コーリー・ジャクソン
- ラリー：マイケル・クリストファー
- ジャクソン：ジョシュ・パイス
- ゾーイ：スターリング・ジェリンズ

## スタッフ
- 監督：リチャード・ロンクレイン
- 脚本：チャーリー・ピータース
- 撮影：ジョナサン・フリーマン
- プロダクションデザイン：イーサン・トーマン
- 音楽：デヴィッド・ニューマン

## 使用曲
- "ハヴ・アイ・トールド・ユー・レイトリー Have I Told You Lately "・・・ヴァン・モリソン

## キャッチコピー
あなたの明日がちょっぴり素敵になる物語

## 原作小説
- ジル・シメント（英語版）『眺めのいい部屋売ります（英語版）』